# Edsel Ford

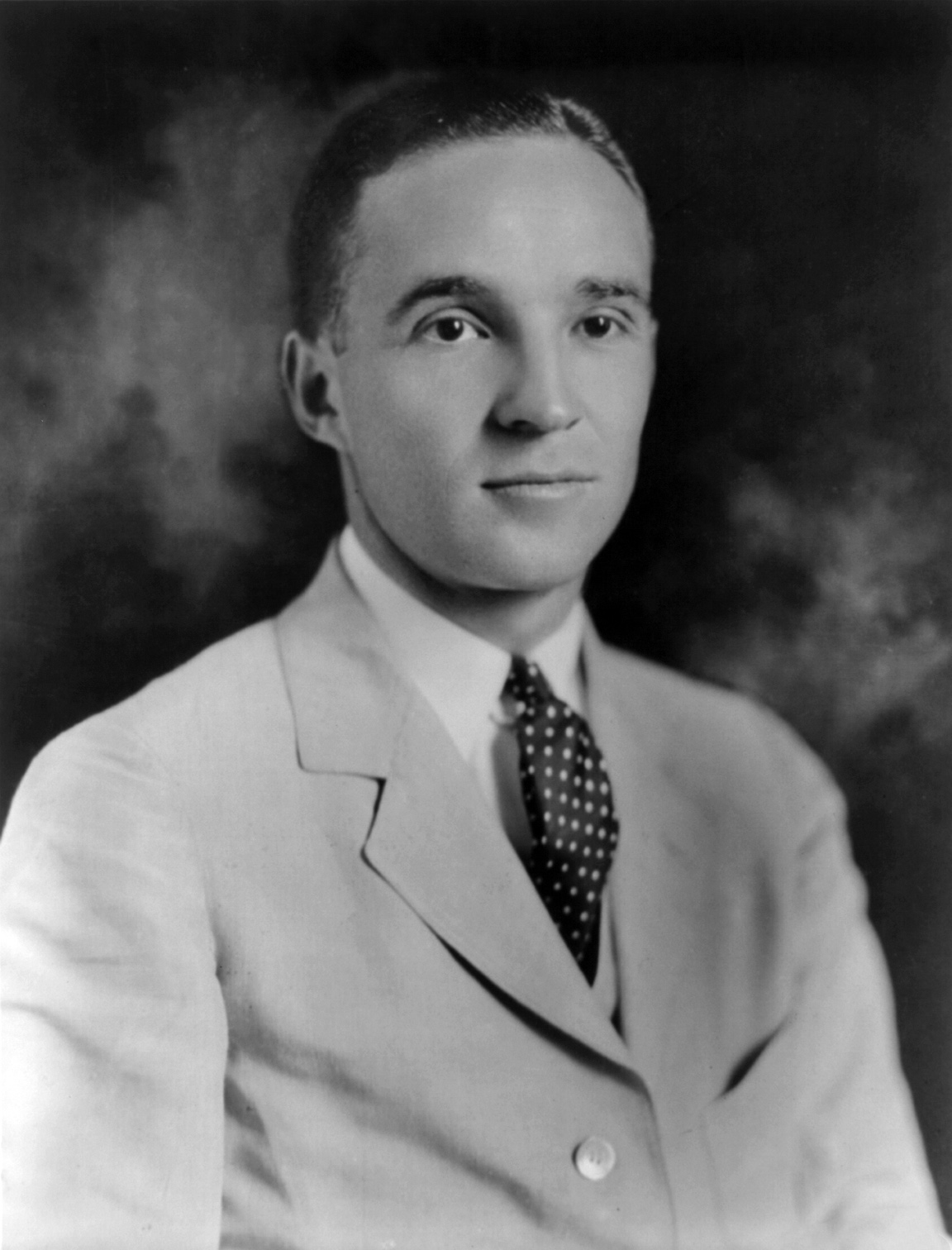
Edsel Ford (1921)

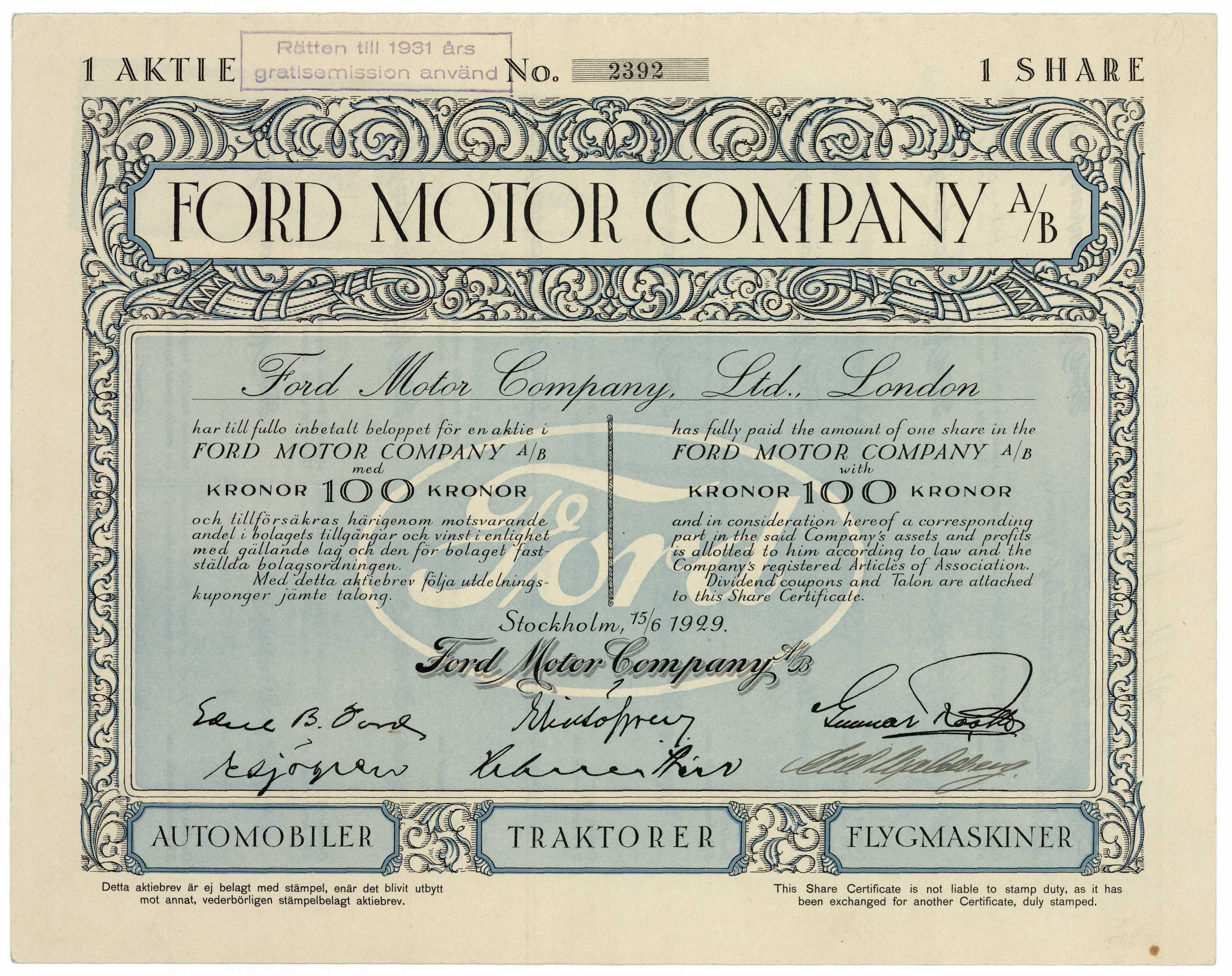
Aktie der schwedischen Ford Motor Company AB von 1929 mit Faksimileunterschrift von Edsel B. Ford

Edsel Bryant Ford (* 6. November 1893 in Detroit; † 26. Mai 1943 in Grosse Pointe Shores, Wayne County, Michigan) war ein US-amerikanischer Industrieller und von 1919 bis 1943 Präsident der Ford Motor Company. Er war der Sohn von Henry Ford und der Vater von Henry Ford II.

## Werdegang
Edsel Ford war das einzige Kind Henry Fords, des Gründers der Ford Motor Company. Seine Erziehung sollte ihn darauf vorbereiten, das Familienunternehmen zu leiten. Er wuchs daher in einem Umfeld auf, das sich mit der Entwicklung und Produktion von Automobilen beschäftigte.
Im Jahr 1915 wurde Edsel Ford Sekretär seines Vaters. Er zeigte mehr Interesse an Designfragen als Henry Ford. Im Jahr 1922 erwarb er daher die Firma Lincoln. Sein Interesse an sportlichen Autos zeigte sich an seinen privaten Wagen. Er erwarb den ersten MG, der in die Vereinigten Staaten importiert worden war. Im Jahr 1932 besaß er einen Speedster mit V8-Motor, der speziell für ihn entwickelt worden war.
Edsel Ford wurde 1919 Präsident der Ford Motor Company. Er vertrat die Auffassung, dass ein moderneres Automobil das seit 1908 gebaute Ford Modell T, die so genannte Tin Lizzy, die „Blechliesel“ ersetzen solle, konnte sich jedoch lange nicht gegen seinen Vater durchsetzen. Erst nachdem der Absatz gesunken und der Marktanteil von Ford zurückgegangen war, wurde schließlich 1928 der neue Modell A eingeführt. Während der Entwicklungsphase sorgte Henry Ford für die mechanische Qualität und für die Zuverlässigkeit, seinem Sohn überließ er das Karosseriedesign. Dieses vollendete Edsel Ford mit der Hilfe des ungarischen Designers József Galamb. Er überzeugte seinen Vater auch davon, Hydraulikbremsen und herkömmliche Getriebe statt Umlaufrädergetriebe zu verwenden. Das neue Modell war ein kommerzieller Erfolg und wurde von 1927 bis 1931 über vier Millionen Mal verkauft.
Als Präsident der Ford Motor Company war Edsel Ford bei wichtigen Entscheidungen oftmals nicht mit seinem Vater einig. Dennoch gelang es ihm, einige dauerhafte Änderungen durchzusetzen. Er gründete 1939 die Marke Mercury und verstärkte die Überseeaktivitäten der Ford Motor Company erheblich.
Edsel Ford starb im Alter von 49 Jahren an Magenkrebs. Aus seiner 1916 geschlossenen Ehe gingen vier Kinder hervor. Aufgrund einer testamentarischen Verfügung gingen seine stimmrechtslosen Aktien an der Ford Motor Company auf die Ford Foundation über, die er mit seinem Vater sieben Jahre zuvor gegründet hatte. Die Ford Ranges im antarktischen Marie-Byrd-Land tragen seinen Namen, ebenso die 1957 bei Ford eingeführte Automobilmarke Edsel.

## Familie
Am 1. November 1916 heiratete Ford Eleanor Lowthian Clay (1896–1976). Das Paar hatte vier Kinder: Henry Ford II (1917–1987), Benson Ford (1919–1978), Josephine Clay Ford (1923–2005) und  William Clay Ford senior (1925–2014).